# Heliotropium minutiflorum
Heliotropium minutiflorum är en strävbladig växtart som beskrevs av Bge. Heliotropium minutiflorum ingår i Heliotropsläktet som ingår i familjen strävbladiga växter. Inga underarter finns listade i Catalogue of Life.